# Rijksbeschermd gezicht Leidschendam - Sluiscomplex
Gezicht Leidschendam - Sluiscomplex is een van rijkswege beschermd dorpsgezicht om de Sluis Leidschendam, in Leidschendam in de Nederlandse provincie Zuid-Holland.
De procedure voor aanwijzing werd gestart op 30 januari 2004. Het gebied werd op 12 december 2006 definitief aangewezen. Het beschermd gezicht beslaat een oppervlakte van 7,7 hectare.
Het beschermde gebied omvat het sluiscomplex en de omliggende bebouwing langs de Vliet.
Panden die binnen een beschermd gezicht vallen krijgen niet automatisch de status van beschermd monument. Wel zal de gemeente het bestemmingsplan aanpassen om nieuwe ontwikkelingen in het gebied te reguleren. De gezichtsbescherming richt zich op de stedenbouwkundige en cultuurhistorische waardering van een gebied en wil het toekomstig functioneren daarvan veiligstellen.